# Тезимо

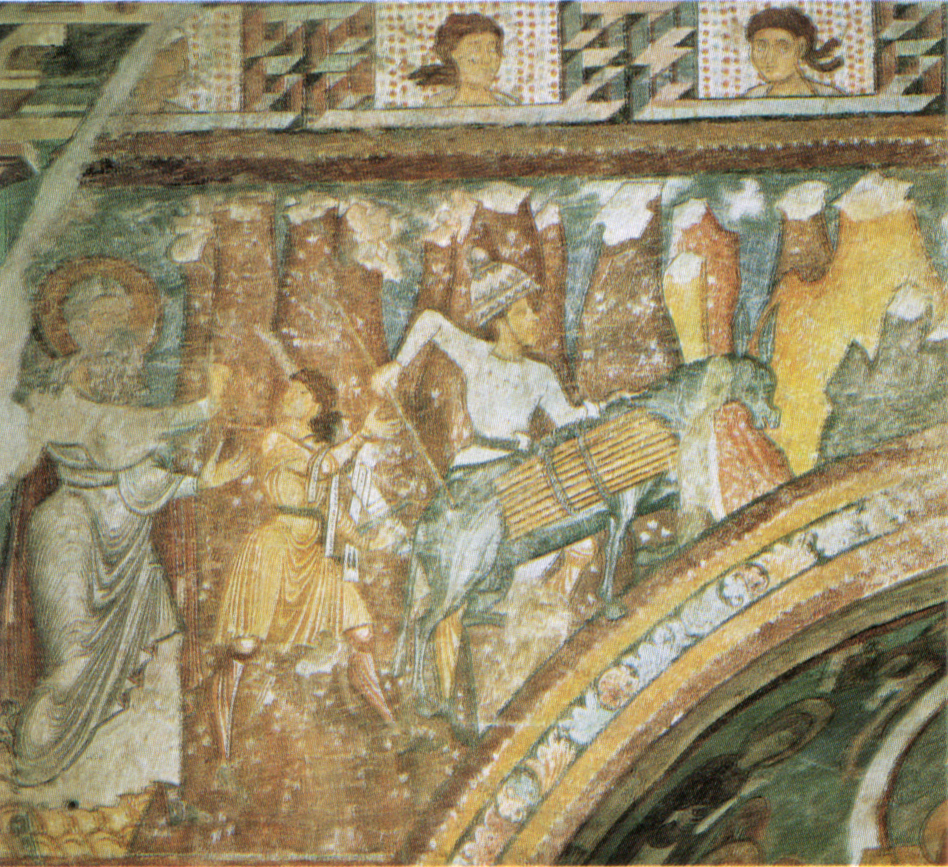
Принесение в жертву Исаака, храм св.Иакова (начало XIII века)

Тезимо (итал. Tesimo) — коммуна в Италии, располагается в регионе Трентино — Альто-Адидже, в провинции Больцано.
Население составляет 1824 человека (2008 г.), плотность населения составляет 48 чел./км². Занимает площадь 38 км². Почтовый индекс — 39010. Телефонный код — 0473.
В коммуне 15 августа особо празднуется Успение Пресвятой Богородицы.

## Демография
Динамика населения:

## Администрация коммуны
- Официальный сайт: http://www.comune.tesimo.bz.it/